# 1960년 베트남 공화국 쿠데타 시도
1960년 베트남 공화국 쿠데타 시도는 1960년 11월 11일, 응오딘지엠 대통령을 제거하기 위한 목적으로 베트남 공화국 공수사단 소속의 중령 브엉반동과 응우옌짜인티 대령이 주도한 세력이 쿠데타를 일으켰으나 진압당한 사건이다. 